# Ajuntament de la Roca del Vallès
L'Ajuntament de la Roca del Vallès és una obra del municipi de la Roca del Vallès inclosa en l'Inventari del Patrimoni Arquitectònic de Catalunya.
L'edifici és en una zona d'eixample del nucli antic. A principis de segle XX es va iniciar una expansió lineal al llarg de la carretera que es va convertir en l'eix de creixement on es van situar els primers xalets de principis de segle. Actualment hi ha la seu de l'Ajuntament, fet a càrrec de la seva restauració en els darrers anys. Edifici aïllat de tipologia ciutat jardí. Format per planta baixa i dos pisos d'alçada. Té coberta composta de la que sobresurt una torreta de planta poligonal. La façana principal té un porxo suportat per columnes rodones, damunt d'un podi i coronat per balustrada. Les obertures estan disposades simètricament. La banda de darrere té un cos poligonal de planta baixa. Els diferents cossos estan separats visualment per una cornisa seguida. En el jardí hi ha edificis complementaris (porteria i garatge) que segueixen la mateixa tipologia decorativa.